# Vinanitelo (Manakara)
Vinanitelo est une commune rurale malgache située dans la région de Fitovinany.